# 石田芳雄
石田 芳雄（いしだ よしお、1955年2月23日 - ）は、日本の元プロ野球選手である。群馬県利根郡川場村出身。

## 来歴・人物
上武大一高（現在は廃校）ではエースとして活躍。1971年秋季関東大会県予選準決勝に進むが、高崎商に惜敗。翌1972年夏の甲子園県予選は準々決勝で河原井正雄を擁する桐生高に敗退、北関東大会には進めなかった。
甲子園出場はならなかったが、アンダースローからのその小気味良いいピッチングがスカウトの目にとまり、1972年のドラフト会議で阪急ブレーブスから3位指名を受け入団。1974年には3試合に登板するが、プロでは内気な性格が災いして思うような結果が出せず、1976年限りで引退した。サイドスローからカーブ、シュートを武器とした。

## 詳細情報

### 年度別投手成績
| 年 度     | 球 団     | 登 板 | 先 発 | 完 投 | 完 封 | 無 四 球 | 勝 利 | 敗 戦 | セ 丨 ブ | ホ 丨 ル ド | 勝 率 | 打 者 | 投 球 回 | 被 安 打 | 被 本 塁 打 | 与 四 球 | 敬 遠 | 与 死 球 | 奪 三 振 | 暴 投 | ボ 丨 ク | 失 点 | 自 責 点 | 防 御 率 | W H I P |
| --------- | --------- | ----- | ----- | ----- | ----- | -------- | ----- | ----- | -------- | ----------- | ----- | ----- | -------- | -------- | ----------- | -------- | ----- | -------- | -------- | ----- | -------- | ----- | -------- | -------- | ------- |
| 1974      | 阪急      | 3     | 0     | 0     | 0     | 0        | 0     | 2     | 1        | --          | .000  | 26    | 6.0      | 8        | 1           | 0        | 0     | 0        | 2        | 0     | 0        | 6     | 4        | 6.00     | 1.33    |
| 通算：1年 | 通算：1年 | 3     | 0     | 0     | 0     | 0        | 0     | 2     | 1        | --          | .000  | 26    | 6.0      | 8        | 1           | 0        | 0     | 0        | 2        | 0     | 0        | 6     | 4        | 6.00     | 1.33    |

### 記録
- 初登板・初セーブ：1974年6月25日、対南海ホークス前期12回戦（阪急西宮球場）、7回表に2番手で救援登板・完了、3回1失点

### 背番号
- 59 （1973年 - 1976年）